# Benthosema pterotum
Benthosema pterotum är en fiskart som först beskrevs av Alcock, 1890.  Benthosema pterotum ingår i släktet Benthosema och familjen prickfiskar. IUCN kategoriserar arten globalt som livskraftig. Inga underarter finns listade.

## Bildgalleri

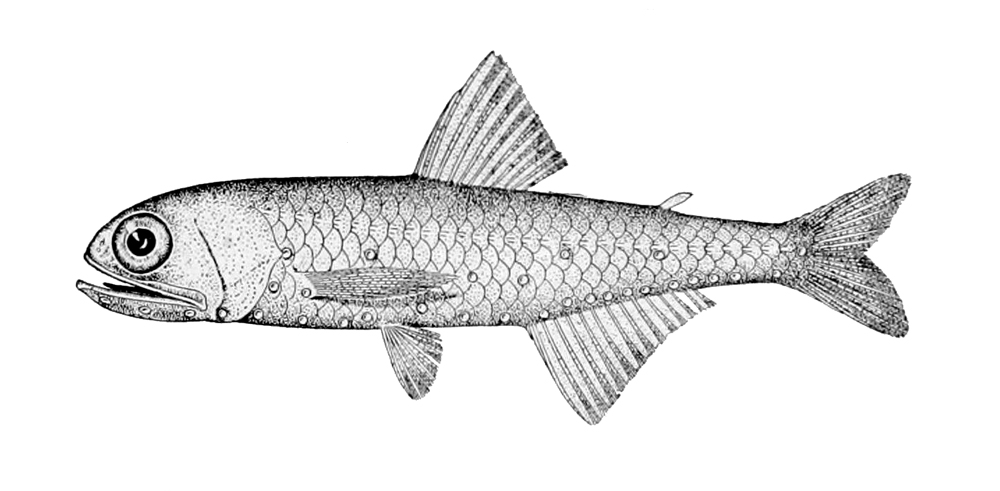